# Iglesia Bautista del Séptimo Día
Los bautistas del séptimo día son bautistas que observan el sábado, el séptimo día de la semana, como un día santo. Adoptan una teología común a los bautistas, profesan la Biblia como única regla de fe y práctica, realizan el bautismo consciente de los creyentes por inmersión y organizan sus iglesias en un gobierno eclesiástico similar al congregacional.
Profesan una declaración de fe instituida sobre preceptos fundamentales de fe. Los bautistas del séptimo día descansan el sábado como una señal de obediencia a los mandamientos de Dios y no como una condición para la salvación.
Consisten en iglesias de todo el mundo, con un total de poco más de 520 iglesias y aproximadamente 45.000 miembros, que tienen una interacción constante entre sí a través de conferencias en cada país y a través de la Federación Mundial Bautista del Séptimo Día. En general, mantiene buenas relaciones con otras iglesias bautistas y denominaciones protestantes, además de establecer vínculos con otras instituciones y uniones cristianas en todo el mundo.

## Historia
Los bautistas del séptimo día se remontan al movimiento disidente de los siglos XVI y XVII en Inglaterra, en el que muchos no vieron esperanza de reformar la Iglesia de Inglaterra y se retiraron para formar otras congregaciones. Entre estas congregaciones se encontraba la congregación en la ciudad de Gainsborough en Lincolnshire cuyos líderes eran John Smyth y Thomas Helwys. En 1607, la congregación salió de Inglaterra y se fue a los Países Bajos, donde recibió influencias de las doctrinas anabautistas a través de los menonitas. Pronto John Smyth concluyó que los niños no deben ser bautizados porque no hay un relato bíblico de los bautismos de niños y Jesucristo ordenó la instrucción y solo después, el bautismo. La congregación de Smyth en Ámsterdam, fundada en 1609, se considera la primera iglesia bautista. Dos años más tarde, la iglesia se dividió y parte regresó con Thomas Helwys a Inglaterra, en las afueras de Londres. Desde allí, las prácticas y enseñanzas bautistas se difundieron por todo el país.
Aunque algunos ya han abordado el tema del séptimo día en la historia de la iglesia, la observancia del sábado en Inglaterra fue reemplazada por el primer día de la semana, el domingo. Fue después de 1617, con Hamlet Jackson y la pareja John y Dorothy Traske que se considera el inicio de la observancia del sábado en Inglaterra y la aparición de conocidos debates sobre el tema. El inicio tuvo lugar en Londres, donde el seguidor del predicador J. Traske, llamado Hamlet Jackson, sastre y estudiante de la Biblia autodidacta, lo convenció del resto del séptimo día (sábado). Después de un cierto período de persuasión por parte del predicador John Traske, fue acusado de escribir dos cartas escandalosas al rey y condenado por las autoridades a prisión el 19 de junio de 1618. Después de un año en prisión, John Traske se retractó, fue liberado y trató de desviar a sus seguidores de esta y otras doctrinas que predicaba. Sin embargo, Dorothy Traske no negó sus convicciones y permaneció en prisión durante 25 años.
Posteriormente, otros grupos guardaron y declararon la observancia del sábado, lo que provocó represalias por parte de las autoridades políticas y eclesiásticas de la época. Bajo el gobierno republicano de la Mancomunidad de Inglaterra entre 1649-1660 los cristianos de las islas británicas disfrutaron de relativa libertad religiosa y política en ese momento. El hecho proporcionó la búsqueda de una identidad religiosa y un mayor enfoque en las escrituras en lugar de otros elementos como la tradición, con lo que los primeros bautistas del séptimo día finalmente aparecieron en la historia de la iglesia. En 1650, James Ockford publicó en Londres el libro "The Doctrine of the Fourth Commandment, Deformed by Popery, Reformed & Restored to its Primitive Purity" [La doctrina del cuarto mandamiento, deformada por el papado, reformada y restaurada a su pureza primitiva], fueron los primeros escritos de un bautista que abogaba por la observancia del sábado. El libro generó tal molestia que el alcalde de Salisbury, Inglaterra, la ciudad donde vivía J. Ockford, pidió orientación al presidente del Parlamento sobre cómo manejar el trabajo, por lo que junto con una comisión parlamentaria se determinó que todas las copias debían ser quemados sin darle la oportunidad a James Ockford de defenderlos. Solo se escapó una copia, guardada en una biblioteca de Oxford.

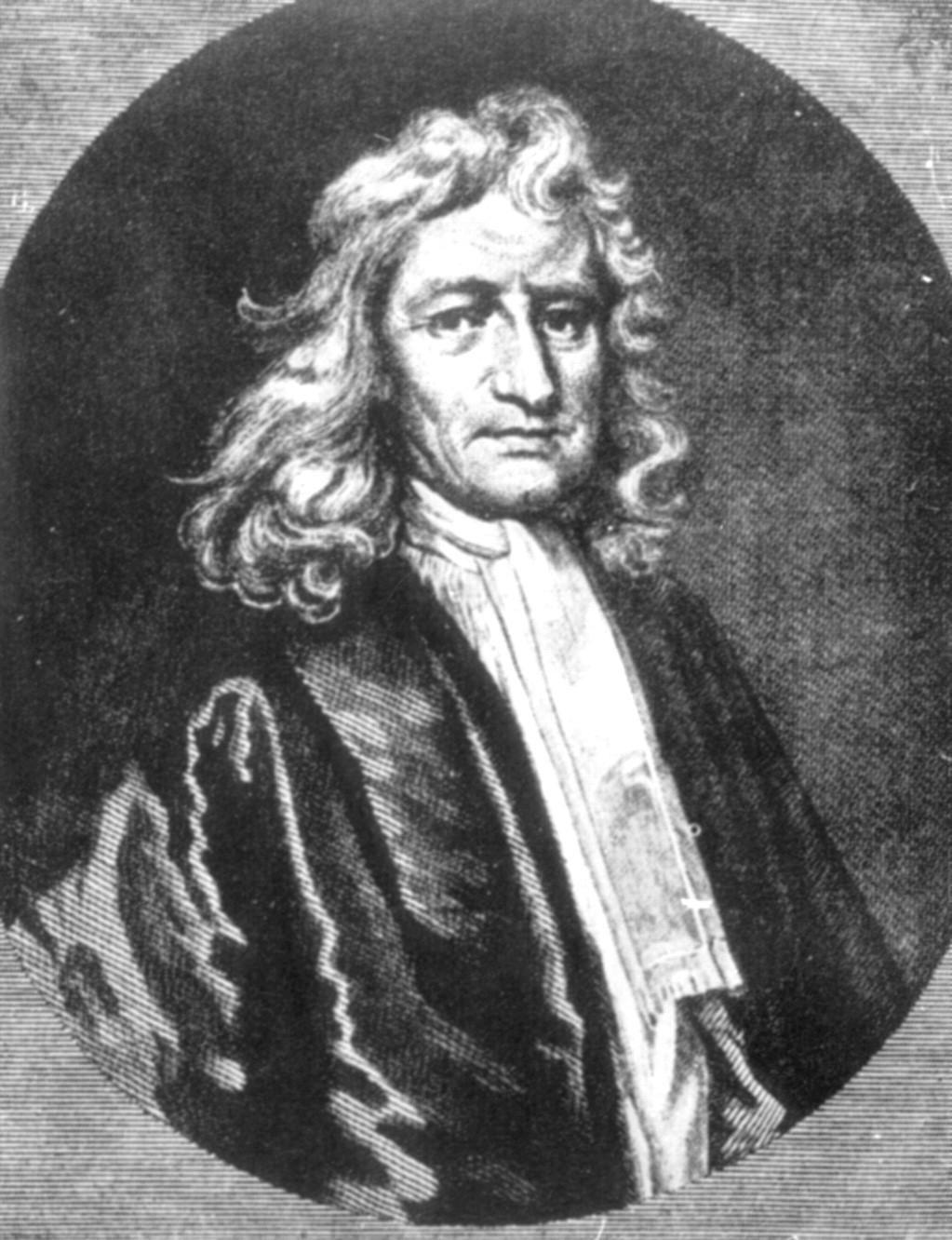
Dr. Peter Chamberlen en 1658

La primera Iglesia Bautista del Séptimo Día conocida fue la Iglesia Mill Yard establecida en Londres, donde el primer servicio tuvo lugar en 1651, realizado por el Dr. Peter Chamberlen "el tercero". Los primeros registros de las actividades de la iglesia fueron destruidos en un incendio, el segundo libro de registros está en posesión de la actual  Seventh Day Baptist Historical Library and Archives [Biblioteca y Archivos Históricos Bautistas del Séptimo Día] y comienza con la fecha de 1673. El primer pastor en ser oficialmente considerado responsable de la congregación fue William Saller, quien escribió once libros y un folleto, además de un llamamiento a los magistrados informando preocupación por las leyes que imponen el descanso el domingo.
Había asuntos entre los bautistas del séptimo día que se discutían más allá del acuerdo uniforme del sábado, entre ellos la propiciación general. La mayoría de los bautistas, así como los del séptimo día, eran "bautistas generales", y creían en una propiciación general e ilimitada. Sin embargo, algunos bautistas del séptimo día fueron influenciados por la doctrina calvinista y creyeron en la predestinación, en la cual la salvación se limita a los elegidos, el resto está predestinado a la condenación, por lo que fueron llamados "bautistas privados". Esta diferencia no parece haber impedido la comunión entre los bautistas del séptimo día al principio, sin embargo, parece haber causado mayor malestar desde el siglo XVII.Actualmente, las Iglesias Bautistas del Séptimo Día aún continúan dejando este tema abierto, sin ninguna mención directa en su declaración de fe u otro documento oficial de la iglesia.

### Bautistas del Séptimo Día en el Reino Unido
En 1660, con el fin del gobierno republicano y la restauración de la monarquía en Inglaterra, la relativa libertad religiosa se restringió de nuevo principalmente a los disidentes ingleses, lo que obligó a los bautistas del séptimo día a unirse cada vez más en lugares específicos. Edward Stennett escribió en 1668 para los bautistas del séptimo día de la ciudad de Newport, Estados Unidos, que había en Inglaterra aproximadamente nueve o diez iglesias que observaban el sábado, además de muchos discípulos dispersos que habían descansado en este gran día.
El ministro y maestro de Oxford Francis Bampfield también fue un prominente bautista del séptimo día. Fundó la Iglesia Bautista del Séptimo Día de Pinner's Hall en Londres en 1676. Fue uno de los primeros en proponer una asociación que abarque las iglesias bautistas del séptimo día de Inglaterra y sus colonias en América del Norte, con miras a una mejor instrucción bíblica para niños y ministros, así como estrategias para la conversión de judíos.
Individuos y grupos bautistas del séptimo día continúan apareciendo en la historia del Reino Unido, sin embargo no tuvieron mucho éxito en comparación con respecto a los bautistas que descansaron el séptimo día de la seman en países de América del Norte. Entre mediados del siglo XVII hasta 1910, Don A. Sanford enumera de cinco a dieciséis congregaciones que existían en el Reino Unido, tres en Londres, una en Colchester y Braintree y otras que existían desde el condado de Norfolk hasta los condados de Dorsetshire y Gloucestershire.
El Reino Unido tiene actualmente muy pocas iglesias bautistas del séptimo día, en gran parte el resultado del trabajo misionero en la Conferencia Bautista del Séptimo Día de Jamaica.

### Bautistas del Séptimo Día en los Estados Unidos
La primera inmigración a las colonias británicas en América del Norte se produjo por razones políticas, religiosas, económicas y sociales. El primero en ser reconocido por la historia como Bautista del Séptimo Día en las Américas fue Stephen Mumford y su esposa Anne, de la Iglesia Bautista de Tewkesbury, Inglaterra, y observaban el sábado. Los Mumford emigraron a las colonias americanas en 1664, pero se sabe poco sobre sus vidas en Inglaterra.

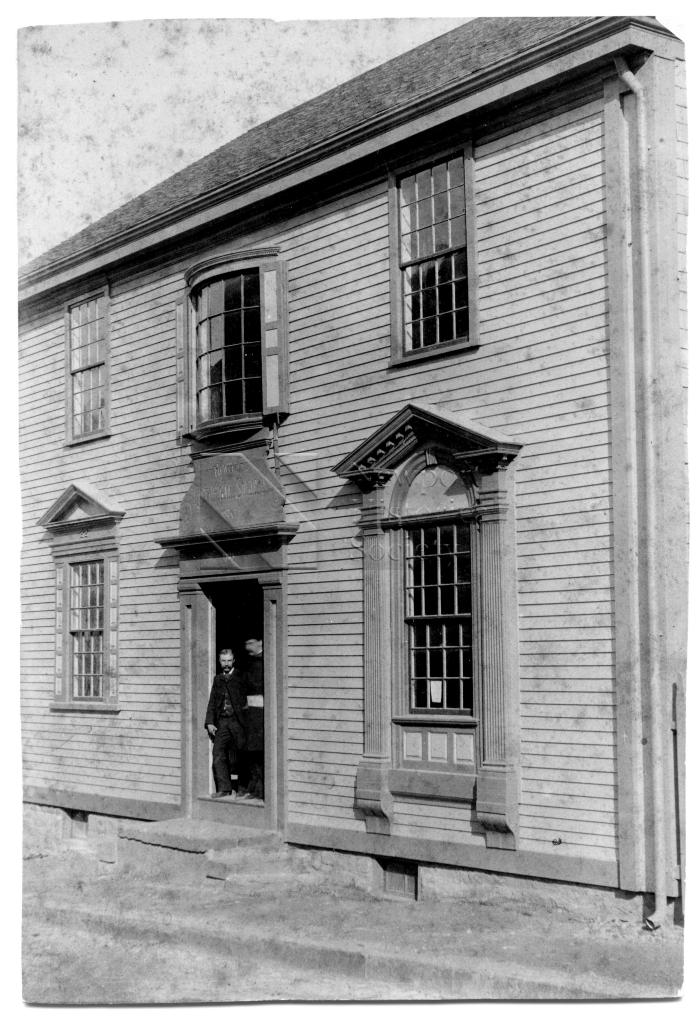
La antigua Iglesia Bautista del Séptimo Día de Newport en 1730 Barney Street

Después de la oposición de algunos bautistas al descanso sabático de la Primera Iglesia Bautista de la colonia de Rhode Island (ubicada en Newport), alrededor de cinco a cincuenta bautistas observadores del sábado dejaron esta iglesia, se unieron a la pareja Mumford y se instituyeron el 3 de enero de 1672 la Iglesia Bautista del Séptimo Día de Newport, Rhode Island, que fue la primera iglesia Bautista del Séptimo Día en las Américas. Los servicios se llevaron a cabo en un edificio en Green End, pero se hizo pequeño con el crecimiento de la iglesia. Luego se compró un terreno en Barney Street [Calle Barney] y se construyó el nuevo templo en 1730.

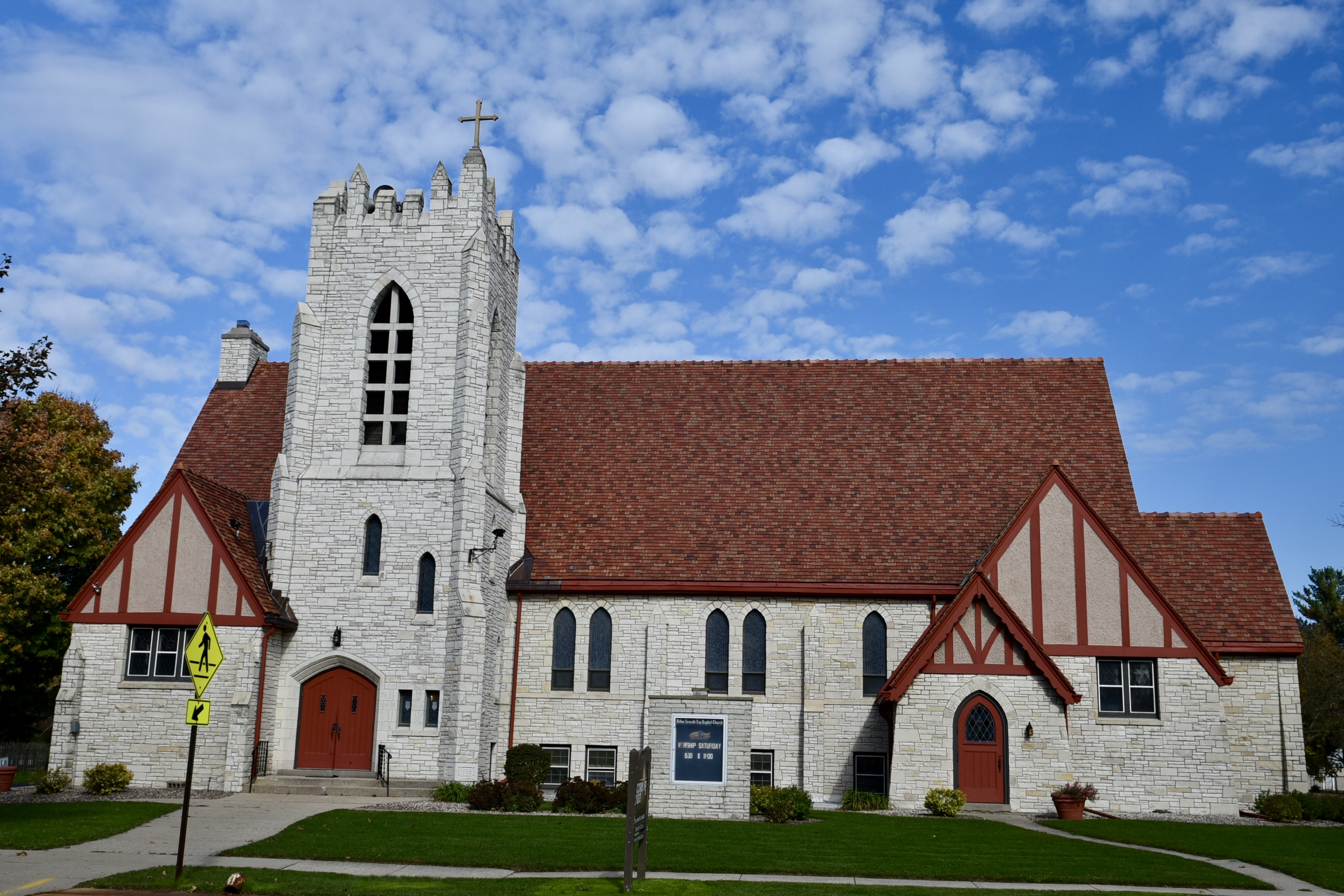
Iglesia Bautista del Séptimo Día de Milton, Estados Unidos

Newport - Rhode Island se convirtió en un centro desde el cual se expandieron a otras colonias americanas.  A principios del siglo XVII se establecieron otras dos importantes iglesias en las ciudades de Filadelfia - Provincia de Pensilvania y de Piscataway - Provincia de Nueva Jersey. En 1776, agregaron algunos cientos de miembros y doce iglesias establecidas en las Américas, incluidos dos gobernadores de la colonia de Rhode Island que eran bautistas del séptimo día: Richard Ward y Samuel Ward. Con el tiempo, los bautistas del séptimo día se expandieron, siguiendo el desarrollo de las colonias.
El curso de expansión de las iglesias bautistas del séptimo día y el aumento de la distancia territorial entre ellas culminó con la organización de una Conferencia General. El 11 de septiembre de 1801 en una reunión anual de algunas iglesias bautistas del séptimo día en Hopkinton - Rhode Island, Henry Clarke propuso "la unión en una institución con el propósito de propagar nuestra religión en diferentes partes de Estados Unidos", enviando misioneros de varias iglesias.La propuesta fue aprobada en septiembre de 1802 y se fundó la Conferencia General. La conferencia sirvió para realizar obras misioneras, promover la unidad y aumentar el número de miembros y ubicaciones. Continúa sus actividades hasta el día de hoy, habińdose unido con las Iglesias Bautistas del Séptimo Día de Canadá, pasando la nominación a la Seventh Day Baptist General Conference of USA and Canada [Conferencia General Bautista del Séptimo Día de USA & Canadá].
En 2017 tenían 81 iglesias, incluidas las ubicadas en Canadá. Actualmente, las iglesias Bautistas del Séptimo Día están presentes en todas las regiones de los Estados Unidos, con una mayor presencia en las regiones Nordeste y Sur de los Estados Unidos.

### Bautistas del Séptimo Día en Brasil
El origen de los bautistas del séptimo día en Brasil ocurre después de 1913, cuando el 19 de enero los dirigentes Theodoro P. Neumann, Jorge P. Wischral, Julio Nisio, Gustavo Schier, Candido M. de Godoy y Germano Echterhoff, se retiraron de la Iglesia Adventista del Séptimo Día de Paraná por rechazar las profecías de Ellen G. White y organizó la corporación "Evangélicos Adventistas del Séptimo Día" ese mismo mes que más tarde, en junio de 1916, se convertiría en una conferencia, llamada "Conferencia de la Iglesia Evangélica Adventista" con sede en Curitiba. Después de unos años, se pusieron en contacto con la Iglesia Bautista del Séptimo Día de Hamburgo - Alemania que respondió positivamente a la comunión. En el mismo año, los miembros de la iglesia se reunieron en una asamblea general extraordinaria el 4 de noviembre de 1950, donde se entendió que estaban en línea con las doctrinas bautistas del séptimo día y, por lo tanto, adoptaron el nombre de Iglesia Bautista del Séptimo Día.
En 1965, en una asamblea general, se aprobó la "Declaración de Fe" y la asociación de las iglesias Bautistas del Séptimo Día de Brasil con la Federación Mundial Bautista del Séptimo Día. La organización entre las iglesias se lleva a cabo por la Conferencia Bautista del Séptimo Día de Brasil. La iglesia en ese momento tenía alrededor de 1,000 miembros en los tres estados del sur, además de miembros de otros estados.
En 2017 se recogían 4.953 miembros en Brasil y 65 iglesias. Actualmente, la Iglesia Bautista del Séptimo Día en Brasil está presente en todas las regiones de Brasil, con una mayor concentración de iglesias en la región sur de Brasil.

### Bautistas del Séptimo Día en España
El mensaje de la Iglesia Bautista del Séptimo Día llegó a España a mediados de la década de 1970, impulsado por Luis de la Cruz Leal, un joven creyente que, tras un proceso de búsqueda doctrinal, concluyó que la iglesia que más se acercaba a la descrita en el Nuevo Testamento debía ser de orientación bautista y guardar el sábado como día de reposo. Sin conocer inicialmente la existencia formal de esta denominación, llegó a la convicción de que debía existir una iglesia con esas características bajo el nombre de “Bautista del Séptimo Día”.
Durante un viaje a Londres, recibió información esperanzadora acerca de la existencia de dicha iglesia. Pocos meses después, recibió correspondencia de la Sociedad Bíblica de Londres confirmando que la Iglesia Bautista del Séptimo Día efectivamente existía y operaba principalmente en Estados Unidos y Canadá. Posteriormente, estableció contacto con Kirk Looper, director de la obra misionera mundial de la denominación, quien le proporcionó documentación y materiales, principalmente en inglés.
A medida que se consolidaba el grupo de creyentes en España, comenzaron a reunirse como iglesia, aunque inicialmente sin un nombre formal. Entre los primeros miembros se destacó Buenaventura Cruz, considerado uno de los primeros Bautistas del Séptimo Día en España, junto con su familia.
La Iglesia Bautista del Séptimo Día de España se organizó oficialmente el 16 de noviembre de 1991, en Santa Cruz de Tenerife, Islas Canarias, bajo la dirección del pastor Luis de la Cruz. Ese mismo día se celebró la primera junta y se hizo pacto con el Señor, estableciendo la constitución de la iglesia. Los miembros fundadores que conformaron el consejo de iglesia fueron:
- Luis de la Cruz: Pastor
- Consuelo Leal: Diaconisa de Escuela Sabática
- Ventura Hernández: Diácono CEB (Centro de Estudios Bíblicos)
- J. Miguel Expósito: Diácono de Música
- Olga Perera: Diaconisa Tesorera
- Chelo de la Cruz: Diaconisa de Escuela Sabática Infantil
- Diana Lledó: Diaconisa de Templo

Desde el año 2023, la iglesia cuenta con una emisora de radio propia denominada La Luz Bautista Radio.

### Bautistas del Séptimo Día en Chile
Manuel Marambio Torres se instaló en Brasil y fue recibido como presbítero por el Pr. Daniel Miranda Gomes. Al regresar a Santiago, el Pb. Manuel Marambio hizo los primeros contactos misioneros con algunos pastores chilenos interesados en la doctrina bautista del séptimo día. Tras contactos con pastores de Brasil y la con Sociedad Misionera de la Federación Bautista Mundial del Séptimo Día, se llevó a cabo una reunión administrativa el 28 de abril de 2012 en Santiago para iniciar la formación de la Iglesia Bautista del Séptimo Día de Chile. En los meses siguientes, algunos seguidores comenzaron a reunirse en Santiago en la casa del presbítero Manuel Marambio Torres, y en Concepción en la casa del Pr. Pedro Aguilera. En mayo del mismo año nació otra iglesia en la ciudad de Cauquenes, dirigida por el presbítero Franklin Martínez Rivas.
En septiembre del 2014 se efectúa la organización de lo que ahora se llama Convención Bautista del Séptimo Día de Chile, con 4 iglesias y algunos grupos.

## Declaración de Fe
Los bautistas del séptimo día consideran que la libertad de pensamiento bajo la guía de las Escrituras y el Espíritu Santo es fundamental para la fe y la práctica cristianas. Por lo tanto, fomentan el estudio y la discusión sin obstáculos de la Biblia. Defienden la libertad de conciencia del individuo obedeciendo y buscando comprender la voluntad de Dios. Por esta razón, no tienen un credo obligatorio. La declaración no pretende ser exhaustiva para ellos, pero es una expresión de su creencia uniforme, que se deriva de su comprensión de la Biblia.
La Declaración de Fe profesada aborda los puntos de vista acerca de Dios; Jesús; Espíritu Santo; la Biblia, como autoridad final; Los Diez Mandamientos, como código moral para la humanidad confirmado posteriormente por Jesús; Pecado y salvación; Vida eterna, dada cuando alguien acepta la salvación en Él; Iglesia; El bautismo, por inmersión, símbolo de muerte por el pecado y nueva vida en Cristo; Cena del Señor; el sábado, instituido por Dios en la creación, confirmado en los Diez Mandamientos y reafirmado por Jesús y los apóstoles; y puntos de vista sobre el evangelismo como Jesús comisionó a los cristianos a predicar a todos en el mundo. Con ese fin, la Declaración de Fe cita varios pasajes del Antiguo y Nuevo Testamento para apoyar su comprensión y concepciones.

## Federación Mundial Bautista del Séptimo Día

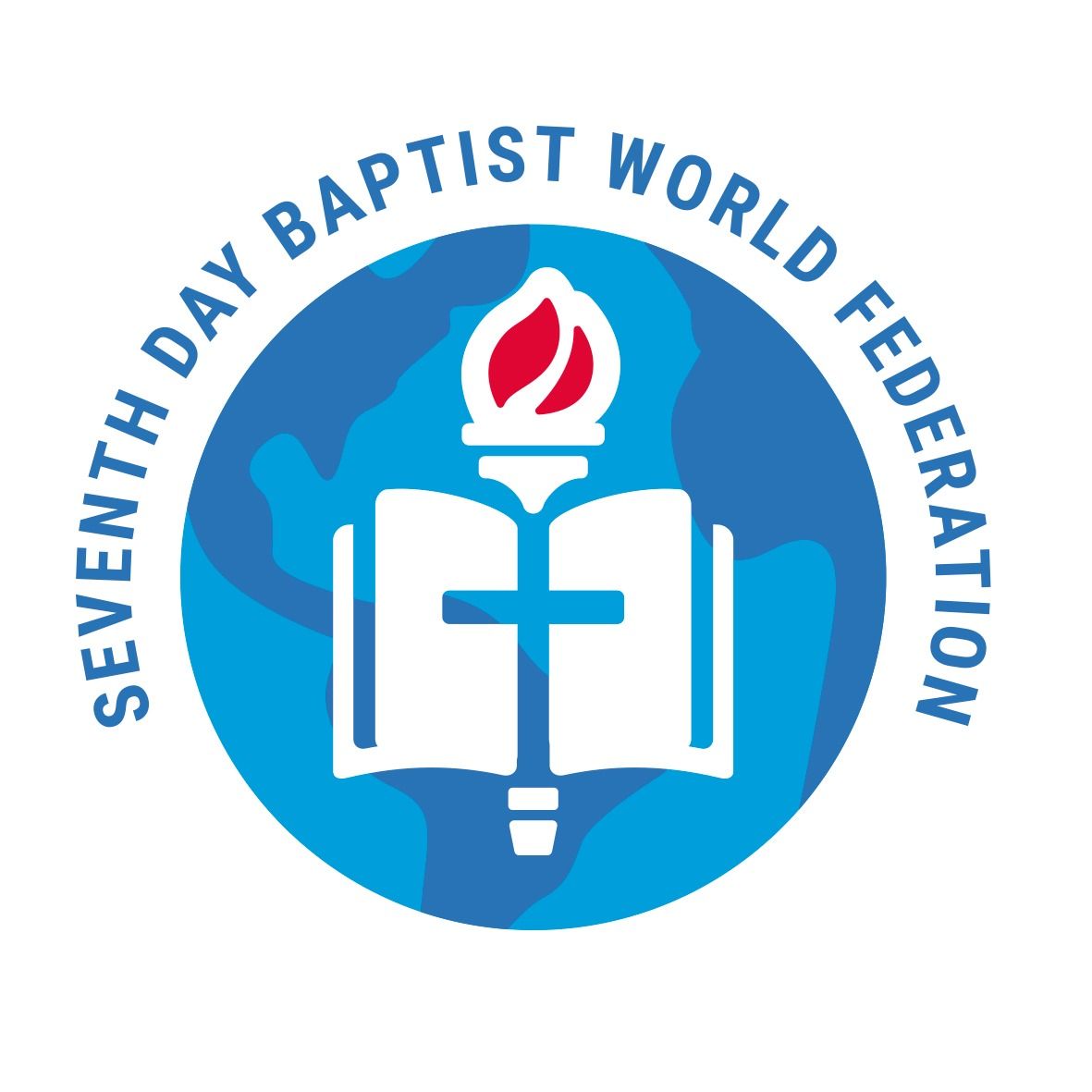
Logotipo de la Federación Mundial Bautista del Séptimo Día

La Federación Mundial Bautista del Séptimo Día (en inglés: Seventh Day Baptist World Federation) es una federación que reúne a organizaciones bautistas del séptimo día de todo el mundo que cooperan con el propósito de la federación de proporcionar una mayor comunicación entre los bautistas del séptimo día; promover proyectos de interés mutuo que se beneficien de cooperación internacional; y alentar el compañerismo entre los cristianos bautistas del séptimo día;entre otros fines.
Actualmente, reúne a 19 miembros ubicados en 20 países de todos los continentes.Lo llevan a cabo funcionarios electos que desempeñan funciones de acuerdo con su constitución establecida. Los representantes se reúnen de vez en cuando para compartir unidad y discutir temas relevantes para las iglesias bautistas del séptimo día.
La idea de una asociación bautista del séptimo día mundial fue considerada por Everett Harris de los Estados Unidos y Gerben Zijlstra de los Países Bajos. Luego de la exposición de la idea por ambos en una reunión de representantes de las conferencias bautistas del séptimo día, la federación fue fundada en 1965, por conferencias bautistas del séptimo día de 11 países, luego expandiéndose a 20 países. La Federación Mundial Bautista del Séptimo Día sigue estando cada vez más presente en las iglesias, sus misiones, unidad y actividades siguen vigentes en la actualidad. 